# Triều đại Khủng bố
Triều đại Khủng bố (27 tháng 6 năm 1793 - 27 tháng 7 năm 1794), trong tiếng Pháp còn gọi là Khủng bố (La Terreur) là một thời kỳ bạo lực xảy ra trong một năm và một tháng sau khi sự khởi đầu của cuộc Cách mạng Pháp, kích động bởi cuộc xung đột giữa các phe phái chính trị, những người Girondins và Jacobins, và đánh dấu bằng hành quyết hàng loạt các "kẻ thù của cách mạng". Con số ước tính rất khác nhau về số người đã thiệt mạng, với số lượng khác nhau, từ 16.000 đến 40.000 người, trong nhiều trường hợp, hồ sơ không được lưu giữ hoặc, nếu có thì hồ sơ này bị coi là có khả năng được không chính xác. Các máy chém ("Lưỡi dao quốc gia") đã trở thành biểu tượng của một chuỗi các vụ hành quyết: Louis XVI, Marie Antoinette, những Girondins, Philippe Égalité (Louis Philippe II, Công tước xứ Orléans) và Madame Roland, cũng như nhiều người khác, chẳng hạn như nhà hoá học tiên phong Antoine Lavoisier, bị mất mạng dưới lưỡi dao này.